# کوربینز
کوربینز (به اسپانیایی: Corbíns) یک منطقهٔ مسکونی در اسپانیا است که در سگریا واقع شده‌است. کوربینز ۲۱٫۰ کیلومتر مربع مساحت دارد ۲۱۱ متر بالاتر از سطح دریا واقع شده‌است.